# 옹게인

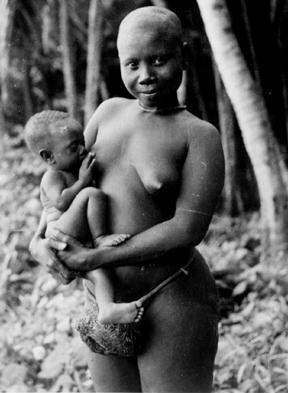

옹게인(Onge, Önge, Ongee)은 벵골만에 위치한 인도령 안다만 제도의 선주민 부족 중의 하나이다. 이들은 네그리토의 일종으로 간주되고 있다. 거의 고립된 언어에 가까운 옹게어족에 속하는 옹게어를 사용한다.
이들은 예전에 소안다만 제도와 루트랜드 섬, 남 안다만 섬의 일부등에 넓게 거주했으며, 반 유목민으로서 생계는 전적으로 수렵 및 채집에 의존했다. 인도에 의한 식민화와 인도인의 이주로 그 수는 급감하였고, 현재 약 100여 명 정도가 소 안다만 제도에 있는 두 개의 보호구역에 나뉘어 인도정부의 통제하에 있으며 외부인의 접근은 엄격하게 통제되어 있다.
옹게인을 포함한 안다만 제도의 부족들은 주변의 인도인 및 말레이 계통의 인종과 전혀 다른 언어 및 인종적 특성을 지니고 있어, 많은 인류학자들의 관심을 받고 있다.

## 같이 보기
- 옹게어족
- 안다만 제도